# آرکوز د لا فرانترا
آرکوز د لا فرانترا (به اسپانیایی: Arcos de la Frontera) یک دهستان در اسپانیا است که در استان کادیس واقع شده‌است. آرکوز د لا فرانترا ۵۲۷٫۵۴ کیلومتر مربع مساحت و ۳۱٬۰۱۷ نفر جمعیت دارد و ۱۸۵ متر بالاتر از سطح دریا واقع شده‌است.